# BE (비디 아이의 음반)
《BE》는 2013년 6월 10일 발매된 영국의 록 밴드 비디 아이의 두 번째이자 마지막 스튜디오 음반이다. 이 음반은 이전에 예 예 예스, TV 온 더 라디오, 제인스 어딕션 등의 레코드를 프로듀싱한 데이브 시텍이 프로듀싱을 맡았다. 《BE》는 블랙 사바스의 《13》에 이어 영국 음반 차트에서 2위로 데뷔했다. 현대 평론가들로부터 엇갈린 평가를 받았음에도 불구하고, 많은 팬들로부터 《BE》는 데뷔 음반인 《Different Gear, Still Speeding》보다 발전된 것으로 간주되고 있으며, 이전 비디 아이와 오아시스 음반의 사운드에서 출발하는 드문 실험적인 접근법을 보여준 것으로 유명하다.